# Halichoeres trimaculatus

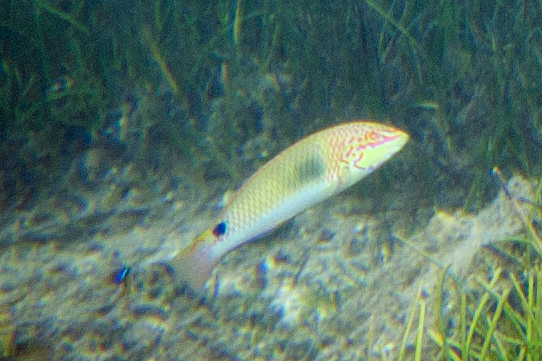
Adulto

Halichoeres trimaculatus (Quoy & Gaimard, 1834) è un pesce di mare appartenente alla famiglia Labridae.

## Distribuzione e habitat
Proviene dalle barriere coralline dell'oceano Pacifico e dell'oceano Indiano, in particolare da Isola di Lord Howe, Sporadi equatoriali, Isola del Natale e Giappone. Nuota in zone costiere con fondali sabbiosi, spesso ricche di coralli, non oltre i 30 m di profondità.

## Descrizione
Presenta un corpo leggermente compresso ai lati, allungato e con la testa dal profilo leggermente appuntito. La lunghezza massima registrata è di 27 cm.
Gli esemplari giovanili hanno una colorazione più pallida degli adulti e le pinne trasparenti. I maschi adulti, invece, presentano una pinna caudale gialla, con una macchia nera sul peduncolo. Una macchia dello stesso colore, più piccola, è presente anche sul dorso, nella zona sopra le pinne pettorali. Il corpo ha una colorazione bianca sul ventre e tendente al verde sul dorso; sulla testa, di un verde più intenso, sono presenti delle striature rosa.

## Biologia

### Alimentazione
La sua dieta è carnivora ed è composta sia da piccoli pesci (Apogon novemfaciatus) che soprattutto da piccoli invertebrati marini che vivono sui fondali sabbiosi, come molluschi chitoni, bivalvi e gasteropodi, crostacei (Galatheidae, Tanaidacea) stomatopodi, isopodi, gamberi e granchi (Portunidae, Xanthidae), echinodermi, in particolare ricci di mare e vermi policheti e oligocheti. Quando va alla ricerca di cibo spesso cerca di rubare le prede ad altri pesci con una dieta simile, come le triglie.

### Predatori
È spesso preda di Epinephelus merra.

## Conservazione
Questa specie viene classificata come "a rischio minimo" (LC) dalla lista rossa IUCN perché non sembra essere minacciata da particolari pericoli e perché è diffusa in diverse aree marine protette.